# A Praise Chorus
A Praise Chorus è un singolo del gruppo musicale statunitense Jimmy Eat World, pubblicato nel 2002 ed estratto dall'album Bleed American, in seguito reintitolato Jimmy Eat World.

## Citazioni
Nei cori e nel testo del brano sono presenti riferimenti a sette brani musicali, ovvero Crimson and Clover di Tommy James and the Shondells, Our House dei Madness, Why Did Ever We Meet dei The Promise Ring, Rock 'n' Roll Fantasy dei Bad Company, Don't Let's Start dei They Might Be Giants, All of My Everythings dei The Promise Ring e Kickstart My Heart dei Mötley Crüe.

## Tracce
CD Promo
1. A Praise Chorus
2. Authority Song (demo version)